# Javzmaa Odjüü
Javzmaa Odjüü (5 de diciembre de 1989) es una deportista mongola que compite en judo. Ganó una medalla de bronce en el Campeonato Asiático de Judo de 2016 en la categoría de +78 kg.

## Palmarés internacional
| Campeonato Asiático | Campeonato Asiático  | Campeonato Asiático | Campeonato Asiático |
| Año                 | Lugar                | Medalla             | Categoría           |
| ------------------- | -------------------- | ------------------- | ------------------- |
| 2016                | Taskent (Uzbekistán) | Medalla de bronce   | +78 kg              |